# Fabián Beas
Fabian Alejandro Beas Aranda,(Calera, Chile, 13 de noviembre de 1992) es un joven futbolista chileno que juega de volante actualmente en Unión La Calera de la Primera División de Chile.
En su debut ingresó a en el segundo tiempo frente a wanderers con el gol del empate que finalmente fue triunfo para Unión La Calera

## Clubes
| Club            | País  | Año           |
| --------------- | ----- | ------------- |
| Unión La Calera | Chile | 2011-presente |

- Datos: Q5492650